# Hôtel Regina Biarritz
 (novembre 2021).
L'hôtel Regina Biarritz est un hôtel de luxe situé à Biarritz, entre le phare et le golf de Biarritz, sur les falaises de la côte basque, l’établissement a été initialement pensé comme une succursale de l’hôtel Régina de Paris.
Conçu par l’architecte Henri Martinet, l’hôtel est inauguré le 10 août 1907 par les dirigeants Messieurs Barthou, Moussières et Journeau[réf. nécessaire].

## Histoire

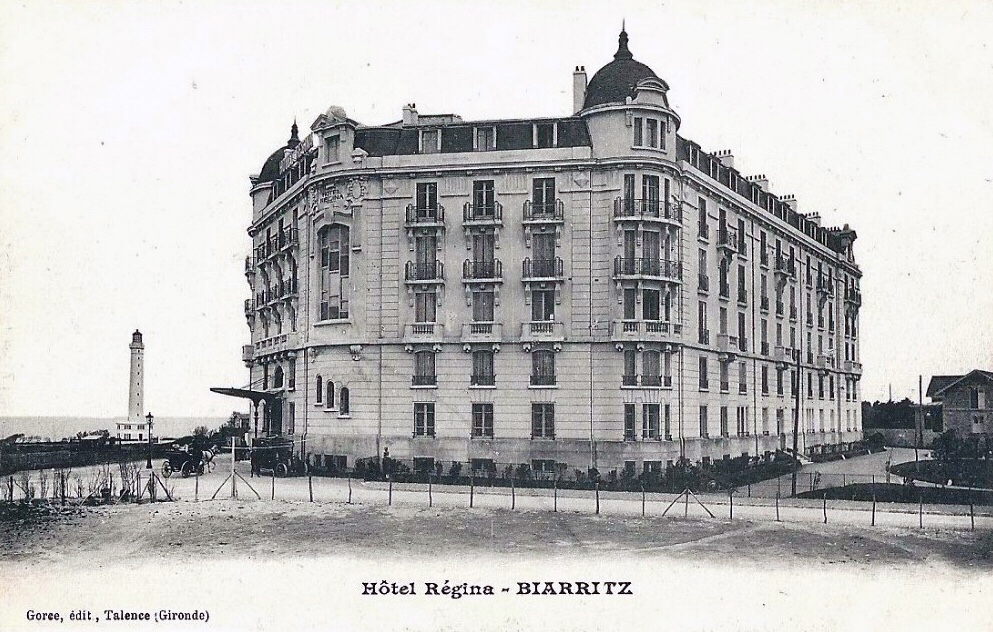
Façade de l'hôtel Régina Biarritz créé en 1907.

L'hôtel historique de Biarritz est un chef d’œuvre de la période Belle Époque. La construction de cet ouvrage, supervisée par l’architecte Henry Martinet, s’est achevée en 1907.
D’abord géré par la famille Journeau-Curveur, il reçoit le gotha mondial, dont la reine Amélie du Portugal et le roi Édouard VII.
L’hôtel subit des dégâts importants à la suite de la réquisition de celui-ci par les troupes allemandes durant la Seconde Guerre mondiale. Une rénovation complète a été conduite dans les années 1950.
En 1998, le groupe Royal Monceau cède l’hôtel au groupe Accor. En 2013, l'hôtel subit une rénovation. Classé dans la catégorie cinq étoiles, il est alors exploité sous l’enseigne MGallery dans le cadre d’un contrat de franchise avec le groupe Accor. 
Racheté en juin 2022 par le groupe Experimental, l'hôtel était en rénovation jusqu'à l'été 2023.
L’hôtel compte aujourd'hui soixante-douze chambres et suites, un restaurant, un bar à cocktail, un spa et une piscine.